# Petit-Val
Petit-Val är en kommun i distriktet Jura bernois i kantonen Bern, Schweiz. Kommunen har 484 invånare (2023).
Kommunen består av orterna och de tidigare kommunerna Châtelat, Monible, Sornetan och Souboz. Dessa slogs 1 januari 2015 samman till Petit-Val.